# Дзінсекі-Коґен

34°42′13″ пн. ш. 133°14′52″ сх. д. / 34.70361° пн. ш. 133.24778° сх. д.
Дзінсе́кі-Ко́ґен  (яп. 神石高原町, じんせきこうげんちょう, МФА: [d͡ʑinsekʲi koːgeɴ t͡ɕoː]) — містечко в Японії, в повіті Дзінсекі префектури Хіросіма. Засноване 31 липня 2004 року. Станом на 1 жовтня 2007 площа містечка становила 381,81 км². Станом на 1 червня 2011 населення містечка становило 10 185 осіб.